# André Donner

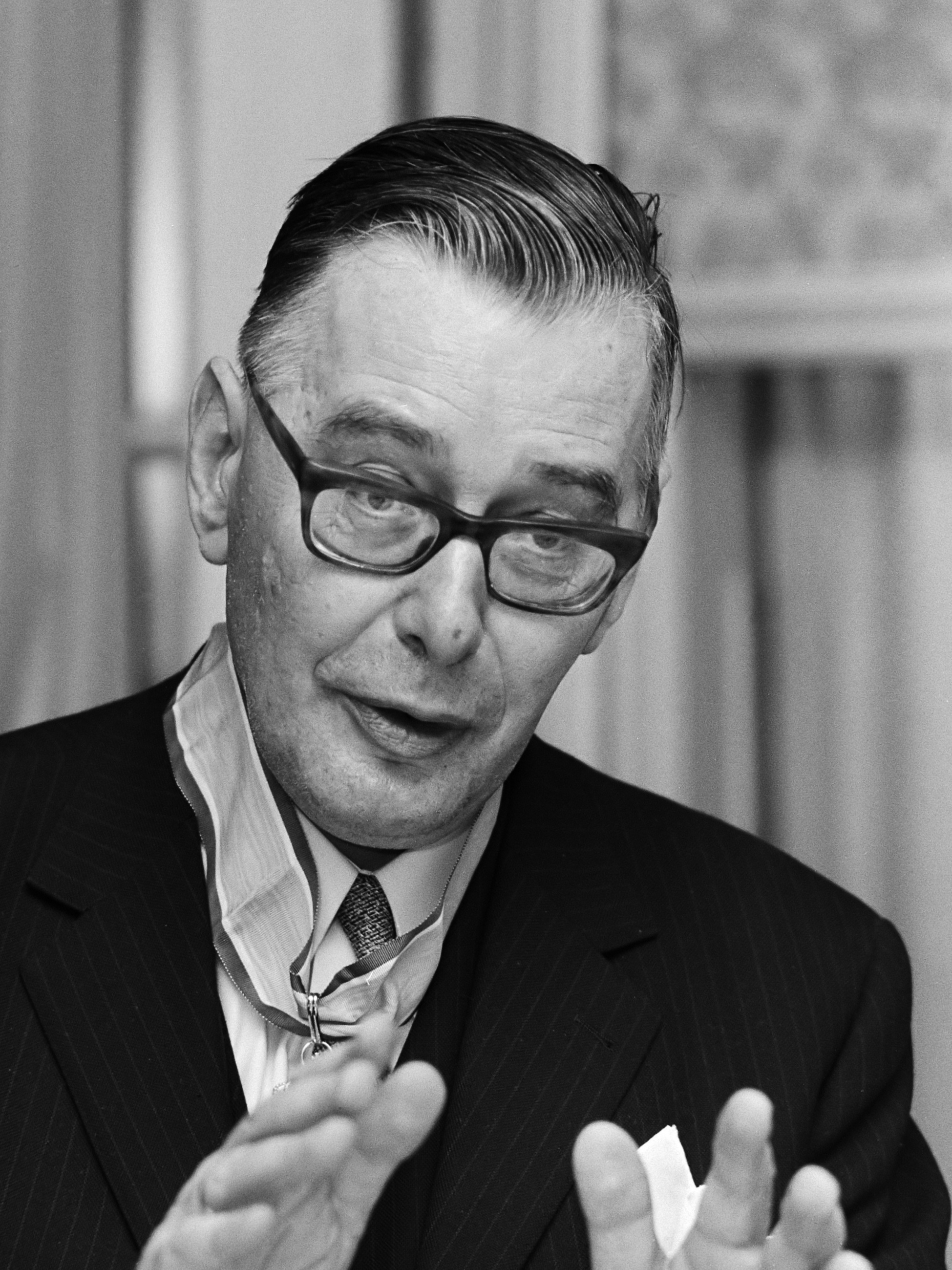
André Donner (1971)

Andreas Matthias (André) Donner (* 15. Juni 1918 in Rotterdam; † 24. August 1992 in Amersfoort) war ein niederländischer Rechtsgelehrter.

## Werdegang
Donner studierte von 1936 bis 1939 Rechtswissenschaften an der Vrije Universiteit Amsterdam und schloss im Alter von nur 21 Jahren an der dortigen Juristischen Fakultät sein Studium cum laude ab. Bereits 1941 promovierte er ebenda mit der Arbeit: De rechtskracht van administratieve beschikkingen (Die Rechtskraft administrativer Verfügungen). Von 1945 bis 1958 lehrte er Staats- und Verwaltungsrecht an der Universität von Amsterdam. Am 7. Oktober 1958 wurde er zum Richter am Europäischen Gerichtshof berufen. Dort wirkte er bis 1979. Anschließend lehrte er bis zu seiner Emeritierung 1984 an der Rijksuniversiteit Groningen. Während dieser Zeit war er auch Präsident der Königlich-Niederländischen Akademie der Wissenschaften. Von 1986 bis 1987 war er Richter am Europäischen Gerichtshof für Menschenrechte.
Donner leitete verschiedene Kommissionen. Die bekannteste war die so genannte Kommission der Drei (Commissie van Drie), welche die Verwicklung Prinz Bernhards in den Lockheed-Skandal untersuchte. Auch leitete er gemeinsam mit Jo Cals in den 1960er Jahren eine Grundrechtskommission, die so genannte staatscommissie Cals-Donner. Diese stellte 1971 einen Entwurf vor, der 1983 in der großen Reform der Verfassung der Niederlande umgesetzt wurde.

## Familie
André Donner ist der Sohn Jan Donners, der von 1926 bis 1933 niederländischer Justizminister war, und der Bruder des Schachmeisters Jan Hein Donner. Er ist außerdem der Vater von Piet Hein Donner, der von 2002 bis 2011 verschiedene Ministerposten in den Niederlanden innehatte und seither als Vizepräsident der Raad van State amtiert.